# Realmente Bella Señorita Panamá 2008
Realmente Bella Señorita Panamá 2008 era el nuevo formato para concurso de belleza que se creó al renovar el certamen Señorita Panamá. Fue la 42.ª celebración del concurso Miss Panamá y 25ª edición Anual del concurso Señorita Panamá cuya final se llevó a cabo en el Studio "B" de Canal 13 Telemetro,  Panamá, Panamá el lunes 26 de mayo de 2008. El concurso se hizo para enviar a la ganadora a Miss Universo 2008.
Para este año, el desfile se convirtió en un reality show y que fue hecho para ser como el estilo de America's Next Top Model y cada semana una candidata sería eliminada hasta que hubo en la final 4 finalistas.
Cerca de 10 concursantes de todo Panamá compitieron por la prestigiosa corona. Señorita Panamá 2005 María Alessandra Mezquita Lapadula de Panamá Centro coronó a Carolina Dementiev de Panamá Centro como la nueva Señorita Panamá. 
La 1ª Finalista competiría en el certamen Miss Continentes Unidos. Corporación MEDCOM S.A., organizadores de Senorita Panamá, no tenía los derechos para enviar una concursante a Miss Mundo en 2008. Ese año, la licencia era propiedad de la agencia Panama Talents.

## Resultados finales
| Resultados finales                   | Concursante                          |
| ------------------------------------ | ------------------------------------ |
| Realmente Bella Señorita Panamá 2008 | - Panamá Centro - Carolina Dementiev |
| 1ª Finalista                         | - Herrera - Kerly Pinilla            |
| 2ª Finalista                         | - Los Santos - Estefanía Varela      |
| 3ª Finalista                         | - Chiriquí - Ginelle Saldaña         |

### Premios especiales
| Premio                     | Representación | Concursante       |
| -------------------------- | -------------- | ----------------- |
| Miss Simpatía              | - Colón        | Aurora Cornejo    |
| Miss Fotogénica            | - Panamá Oeste | Geraldine Higuera |
| Representante a Miss Mundo | - Veraguas     | Kathia Saldaña    |

## Candidatas
| Provincia      | Concursante           | Edad | Estatura | Residencia           |
| -------------- | --------------------- | ---- | -------- | -------------------- |
| Bocas del Toro | Anaís Solís           | 22   | 1.70     | Panamá               |
| Chiriquí       | Ginelle Saldaña       | 21   | 1.77     | Ciudad de David      |
| Colón          | Aurora Cornejo        | 22   | 1.67     | Colón                |
| Panamá Centro  | Carolina Dementiev    | 19   | 1.73     | Panamá               |
| Panamá Oeste   | Geraldine Higuera     | 19   | 1.68     | Santiago de Veraguas |
| Los Santos     | Estefanía Varela Ruiz | 20   | 1.75     | Panamá               |
| Herrera        | Karina Pinilla        | 23   | 1.75     | Panamá               |
| Coclé          | Nallalit González     | 22   | 1.70     | Ancón                |
| Panamá Este    | Mónica Franco         | 24   | 1.80     | Chepo                |
| Veraguas       | Kathia Saldaña        | 20   | 1.72     | Santiago de Veraguas |